# Euploea eichorni
Euploea eichorni är en fjärilsart som beskrevs av Otto Staudinger 1884. Euploea eichorni ingår i släktet Euploea och familjen praktfjärilar. Inga underarter finns listade i Catalogue of Life.